# Schinznach
Schinznach is een gemeente in het district Brugg dat behoort tot het kanton Aargau. Schinznach heeft ca. 2245 inwoners (2018).
Vanaf december 2020 is Schinznach met een 2,7 km lange spoortunnel (Bözbergtunnel) verbonden met Effingen.

## Geschiedenis
Schinznach is een fusiegemeente die op 1 januari 2014 ontstaan uit de gemeenten Oberflachs en Schinznach-Dorf.
Voor 1938 bestond er een gemeente met dezelfde naam en met een grotere oppervlakte.

## Geografie
Schinznach heeft een oppervlakte van 12.29 vierkante kilometer en grenst aan de buurgemeenten Auenstein, Bözberg, Holderbank, Schinznach-Bad, Thalheim, Veltheim, Villnachern en Zeihen.
De gemiddelde hoogte van Schinznach is 383 meter.

## Politiek
De gemeenteraad van Schinznach bestaat uit de politieke partijen: de Vrijzinnig Democratische Partij.De Liberalen, Pro Oberflachs, de Sociaaldemocratische Partij van Zwitserland en de Zwitserse Volkspartij.